# Лі Хевон
Лі Хевон (кор. 이해원, 24 квітня 1919 — 8 лютого 2020) — колишня спадкоємиця корейської імператорської династії Лі. Друга дочка принца Лі Кана — п'ятого сина імператора Коджона. Вона, як і її брат Лі Сок і племінник Лі Вон, була офіційними спадкоємцями корейського престолу. Лі Хевон називала себе «імператрицею Кореї у вигнанні», та її домагання престол не підтримувалися суспільством. Навіть усередині сім'ї були чвари з приводу верховенства.

## Біографія
У цьому корейському імені прізвище ({{{1}}}) стоїть перед особовим ім'ям.
Хевон народилася в палаці Садонг[уточнити] — офіційної королівської резиденції в Сеулі, росла у палаці Унхенгун. У 1936 році закінчила школу Кёнги і вийшла заміж за Лі Сунгю (李昇圭). Під час Корейської війни його викрали та насильно привезли до Північної Кореї. У пари народилося троє синів і дві доньки.
Після смерті 16 липня 2005 року її двоюрідного брата принца Хена члени сім'ї Лі вибрали його прийомного сина Лі Вона як наступний глава Корейського імператорського дому і дарували титул наслідного принца Кореї, успадкований від принца Хена. Лі Хевон заперечила претензії племінника на трон і оголосила про реставрацію Корейського імператорського будинку. Члени Асоціації Корейського імператорського прізвища, що складається з 12 нащадків династії Чосон[уточнити], організували 29 вересня 2006 коронацію Лі Хевон. Її проголосили Імператрицею Кореї.
Коронацію Лі Хевон не підтримали члени сім'ї. Титулу «імператор» корейська імператорська сім'я втратила при імператорі Сунджоні під час японської окупації в середині XX століття.